# NB-15
NB-15 (Naoružani brod-15 — Вооружённый корабль-15) — патрульный корабль партизанских военно-морских сил Югославии; единственный корабль, не имевший собственного названия. Ранее был десантным кораблём KJ-8 кригсмарине. В марте-апреле 1944 года был потоплен авиацией союзников. 11 августа 1944 партизаны обнаружили судно и подняли его со дна моря, однако из-за неисправностей двигателя ремонт корабля затянулся. Его официальный ввод в эксплуатацию состоялся только 7 марта 1945. Он использовался позднее в качестве учебного корабля, в 1949 году был выведен из состава флота, списан и пущен на слом.